# Tiszarád
Tiszarád község Szabolcs-Szatmár-Bereg vármegyében, a Kemecsei járásban.

## Fekvése
A megye északnyugati részén helyezkedik el, a Rétközben, Nyíregyházától mintegy 20 kilométerre északra.
A közvetlen szomszédos települések: észak felől Tiszatelek, kelet felől Vasmegyer, dél felől Kemecse, nyugat felől pedig Nagyhalász.

### Megközelítése
Csak közúton érhető el, Vasmegyer felől a 3824-es útból kiágazó 38 136-os számú mellékúton, Nagyhalász (és a 3834-es út) felől pedig egy alsóbbrendű, számozatlan önkormányzati úton.

## Története
Tiszarád (Rád) nevét az oklevelek 1445-ben említették először, ekkor már mai nevén. Birtokosa ekkor a Kemecsey család volt.
A 18. század végén és a 19. század első felében több család volt birtokosa: így a Bakó, Borbély, Fejér, Garay, Harsányi, Laskay, Mikecz, Nemess, Korniss, Patay és Zoltán családok is.
A település egykori hely- és dűlőnevei közül a 20. század elején még ismertek voltak itt Estfalva, Mihóksziget, Szelletó, Porosztó, Orsolyasziget és Szívtó elnevezések.
Borovszky Samu az 1900-as évek legelején írta a községről: "Rád, kisközség 68 házzal és 460 főleg ev. református vallású lakossal. Postája, távírója és vasúti állomása Kemecse.
A település híres volt gyümölcstermesztéséről, még a 20. század elején is a falu gyümölcsöseinek nagy része ártéri gyümölcsöskert volt.

## Közélete

### Polgármesterei
- 1990–1994: Papp Endréné (független)[3]
- 1994–1998: Papp Endréné (független)[4]
- 1998–2002: Papp Endréné (független)[5]
- 2002–2006: Papp Endréné (független)[6]
- 2006–2010: Papp Endréné (független)[7]
- 2010–2014: Papp Endréné (független)[8]
- 2014–2019: Lencsés Géza (független)[9]
- 2019–2024: Lencsés Géza (független)[10]
- 2024– : Lencsés Géza (független)[1]

## Népesség
A település népességének változása:
| Lakosok száma | 568  | 555  | 558  | 561  | 514  | 527  | 529  |
|               | 2013 | 2014 | 2015 | 2021 | 2022 | 2023 | 2024 |

2001-ben a település lakosságának 89%-a magyar, 11%-a cigány nemzetiségűnek vallotta magát.
A 2011-es népszámlálás során a lakosok 91,7%-a magyarnak, 26,7% cigánynak mondta magát (8,1% nem nyilatkozott; a kettős identitások miatt a végösszeg nagyobb lehet 100%-nál). A vallási megoszlás a következő volt: római katolikus 9,9%, református 53,7%, görögkatolikus 1,6%, evangélikus 0,2%, felekezeten kívüli 21,8% (10,6% nem válaszolt).
2022-ben a lakosság 97,3%-a vallotta magát magyarnak, 9,5% cigánynak, 0,2% németnek, 0,6% egyéb, nem hazai nemzetiségűnek (2,7% nem nyilatkozott; a kettős identitások miatt a végösszeg nagyobb lehet 100%-nál). Vallásuk szerint 6% volt római katolikus, 60,3% református, 2,3% görög katolikus, 1% egyéb keresztény, 0,4% evangélikus, 13,2% felekezeten kívüli (16,3% nem válaszolt).

## Nevezetességei
- Református temploma 1926-ban épült.[14]